# Lelli Kelly
Le Lelli Kelly sono una marca di sneaker per bambine 0-9 anni, prodotte dall'omonima azienda e lanciate sul mercato a partire dal 1992. Sono caratterizzate da presenza di luci intermittenti ai lati, elemento brevettato.
Godono di una posizione predominante sul mercato grazie alla loro strategia comunicativa, che include pubblicità mirata e gadget associati all'acquisto delle scarpe.

## Storia
Le Lelli Kelly sono il marchio originale più di successo dell'azienda, all'epoca del lancio chiamata Stefcom ma nata come Stefania Shoes. Grazie alle precedenti esperienze dell'azienda sempre rivolte a quella fascia d'età, come l'ideazione di una linea a tema coi diritti di Snoopy, le Lelli Kelly vengono promosse con una campagna marketing incisiva, grazie anche alla testimonial Heather Parisi, e che godette di molta popolarità fra il pubblico. Sull'onda del loro successo, vennero pubblicizzate con la stessa strategia sneaker simili ma rivolte alla fascia maschile, le Bull Boys.
Sin da prima del 2005, la produzione viene delocalizzata in gran parte a Taiwan. Nel 2005, l'azienda cambia nome da Stefcom a Lelli Kelly.

## Diffusione
Il marchio è anche presente ad Hong Kong e Singapore, nonché in buona parte d'Europa e negli Stati Uniti e in Taiwan, grazie a vari contratti di licenza.